# Воспрянь от рабства
«Воспрянь от рабства» (англ. Up from Slavery; 1901) — произведение борца за просвещение американских чернокожих Букера Вашингтона.

## Содержание
Известно как обращение к чернокожим, своеобразный лозунг-манифест, призыв бороться за права и добиваться всего своими силами. В этом произведении Букер Вашингтон рассказывает о своей жизни, о борьбе за права и свободы, о возможностях человека, который реально хочет добиться многого. Это произведение — значительный вклад в развитие чёрного населения США.

## История создания
Книга «Воспрянь от рабства» была написана во время наибольшей популярности Вашингтона, в период самых значительных его достижений. Многие выдержки из текста книги Вашингтон упомянул в своей знаменитой речи, в которой изложил свою социально-политическую концепцию, состоящую в расовом и классовом мире и тесном сотрудничестве белого и цветного населения Соединенных Штатов.